# Neuroleon ochreatus
Neuroleon ochreatus là một loài côn trùng trong họ Myrmeleontidae thuộc bộ Neuroptera. Loài này được Navás miêu tả năm 1904.